# Anemone subpinnata
Anemone subpinnata är en ranunkelväxtart som beskrevs av Wen Tsai Wang. Anemone subpinnata ingår i släktet sippor, och familjen ranunkelväxter. Inga underarter finns listade i Catalogue of Life.